# Київська вулиця (Марганець)
Київська вулиця — одна з головних вулиць Марганця.
Вулиця рівнинна; бере початок у центрі міста; має напрям із заходу на схід; вкінці Київської вулиці розташовані масиви багатоповерхової забудови:
- "Ворошилова" - між вулицями Лермонтова й Проектною,
- Східний квартал - між вулицями Проектною й Перспективною,
- Сонячний квартал - за Перспективною вулицею й до кінця.

Довжина вулиці — 4900 м.
Автомобільний шлях Т-0435 Вищетарасівка-Марганець-Дмитрівка-Голубівка звертає з вулиці Єдності, простує Київською вулицею до переходу ліворуч на вулицю Лермонтова.

## Перехресні вулиці
- Набережна вулиця,
- Айвазовська вулиця,
- Малинова вулиця,
- Садова вулиця,
- вулиця Черняховського,
- вулиця Єдності,
- вулиця Івана Молодця,
- Дніпровська вулиця,
- Кленова вулиця,
- Чарівна вулиця,
- вулиця Гількевича,
- Шахтарська вулиця,
- Чарівна вулиця,
- вулиця Герцена,
- вулиця Зоря,
- вулиця Гончара,
- Героїчна вулиця,
- вулиця Лермонтова,
- Бульварна вулиця,
- Проектна вулиця,
- Перспективна вулиця.

## Будівлі
- № 27 — адміністративна будівля Марганецького ГЗК,
- № 159 — Воєнізовані гірничорятувальні частини.